# 2018-as FIFA-klubvilágbajnokság-döntő
A 2018-as FIFA-klubvilágbajnokság-döntőjét december 22-én játszotta a 2017–2018-as UEFA-bajnokok ligája győztese, a spanyol Real Madrid és az esemény házigazdája, az Egyesült arab emírségekbeli Al-Ain. A spanyol csapat 4–1-re győzött, ezzel sorozatban harmadszor, összességében negyedszer nyerte meg a sorozatot. A mérkőzés legjobbjának Marcos Llorentét választották.

## A helyszín
Az Abu-Dzabiban található Városi Sportstadionban ezt megelőzően háromszor, 2009-ben, 2010-ben és 2017-ben rendezték a torna döntőjét. Ez az Egyesült Arab Emírségek legnagyobb stadionja, és elsősorban az arab emírségekbeli labdarúgó-válogatott otthonául szolgál. A 43 000 férőhelyes stadion 1980-ban nyitotta meg kapuit, rendeztek mérkőzést itt a 2003-as U20-as és a 2013-as U17-es világbajnokság alatt is. A stadion képe az ország egyik hivatalos bankjegyén, a 200-as dirhamon is szerepel.

## A döntő résztvevői
| Csapat      | Konföderáció                           | Kvalifikáció módja                                           | (Győztes évek)                                                  |
| ----------- | -------------------------------------- | ------------------------------------------------------------ | --------------------------------------------------------------- |
| Real Madrid | Európai Labdarúgó-szövetség            | A 2017–2018-as UEFA-bajnokok ligája győztese                 | IC: 5 (1960, 1966, 1998, 2000, 2002) FCWC: 3 (2014, 2016, 2017) |
| Al-Ain      | Ázsiai Labdarúgó-szövetség (házigazda) | A 2017–18-as arab emírségekbeli labdarúgó-bajnokság győztese | Nincs                                                           |

- 2017-ben a FIFA az Interkontinentális kupa győzteseit is hivatalosan klubvilágbajnoknak nyilvánította.[11]
- IC: Interkontinentális kupa (1960–2004)
- FCWC: FIFA-klubvilágbajnokság (2000, 2005–)

## Út a döntőbe
| Real Madrid                                          | Real Madrid                                          | Csapat                          | Al-Ain FC                                                    | Al-Ain FC                                                    |
| ---------------------------------------------------- | ---------------------------------------------------- | ------------------------------- | ------------------------------------------------------------ | ------------------------------------------------------------ |
| Európai Labdarúgó-szövetség                          | Európai Labdarúgó-szövetség                          | Konföderáció                    | Ázsiai Labdarúgó-szövetség                                   | Ázsiai Labdarúgó-szövetség                                   |
| A 2017–2018-as UEFA-bajnokok ligája sorozat győztese | A 2017–2018-as UEFA-bajnokok ligája sorozat győztese | Kvalifikáció                    | A 2017–18-as arab emírségekbeli labdarúgó-bajnokság győztese | A 2017–18-as arab emírségekbeli labdarúgó-bajnokság győztese |
| Ellenfél                                             | Végeredmény                                          | 2018-as FIFA-klubvilágbajnokság | Ellenfél                                                     | Végeredmény                                                  |
| Kiemelt                                              | Kiemelt                                              | Első forduló                    | Team Wellington                                              | 3–3 (büntetőkkel 4–3)                                        |
| Kiemelt                                              | Kiemelt                                              | Negyeddöntő                     | Espérance de Tunis                                           | 3–0                                                          |
| Kasima Antlers                                       | 3–1                                                  | Elődöntő                        | River Plate                                                  | 2–2 (büntetőkkel 5–4)                                        |

## A mérkőzés

### Összefoglaló
| 2018. december 22. 20:30 |

| Real Madrid                                                   | 4–1               | Al-Ain      |
| ------------------------------------------------------------- | ----------------- | ----------- |
| - Modrić 14' - Llorente 60' - Ramos 79' - Nader 90+1' (öngól) | (1–0) Jegyzőkönyv | Siotani 86' |

| Városi Sportstadion, Abu-Dzabi Nézőszám: 40,696 Játékvezető: Jair Marrufo (amerikai) |

| Real Madrid | Al-Ain |

| GK              | 25 | Thibaut Courtois  |     |     |
| RB              | 2  | Daniel Carvajal   |     |     |
| CB              | 5  | Raphaël Varane    |     |     |
| CB              | 4  | Sergio Ramos (c)  | 45' |     |
| LB              | 12 | Marcelo           |     |     |
| CM              | 10 | Luka Modrić       |     |     |
| CM              | 18 | Marcos Llorente   |     | 82' |
| CM              | 8  | Toni Kroos        |     | 70' |
| RF              | 17 | Lucas Vázquez     |     | 84' |
| CF              | 9  | Karim Benzema     |     |     |
| LF              | 11 | Gareth Bale       |     |     |
| Cserék:         |    |                   |     |     |
| GK              | 1  | Keylor Navas      |     |     |
| GK              | 13 | Kiko Casilla      |     |     |
| DF              | 3  | Jesús Vallejo     |     |     |
| DF              | 6  | Nacho             |     |     |
| DF              | 19 | Álvaro Odriozola  |     |     |
| DF              | 23 | Sergio Reguilón   |     |     |
| MF              | 14 | Casemiro          |     | 82' |
| MF              | 15 | Federico Valverde |     |     |
| MF              | 20 | Marco Asensio     |     |     |
| MF              | 22 | Isco              |     |     |
| MF              | 24 | Dani Ceballos     |     | 70' |
| FW              | 28 | Vinícius Júnior   |     | 84' |
| Vezetőedző:     |    |                   |     |     |
| Santiago Solari |    |                   |     |     |

| GK          | 17 | Khalid Eisa         |  |     |
| RB          | 23 | Mohamed Ahmed       |  | 64' |
| CB          | 5  | Ismail Ahmed (c)    |  |     |
| CB          | 14 | Mohammed Fayez      |  |     |
| LB          | 33 | Siotani Cukasza     |  |     |
| CM          | 43 | Rayan Yaslam        |  |     |
| CM          | 16 | Mohamed Abdulrahman |  | 67' |
| CM          | 3  | Tongo Doumbia       |  |     |
| RW          | 74 | Hussein El Shahat   |  |     |
| LW          | 7  | Caio                |  |     |
| CF          | 9  | Marcus Berg         |  | 75' |
| Cserék:     |    |                     |  |     |
| GK          | 1  | Mohammed Busanda    |  |     |
| GK          | 12 | Hamad Al-Mansouri   |  |     |
| DF          | 19 | Mohanad Salem       |  |     |
| DF          | 44 | Saeed Jumaa         |  |     |
| MF          | 6  | Amer Abdulrahman    |  | 67' |
| MF          | 11 | Bandar Al-Ahbabi    |  | 64' |
| MF          | 13 | Ahmed Barman        |  |     |
| MF          | 18 | Ibrahim Diaky       |  |     |
| MF          | 28 | Sulaiman Nasser     |  |     |
| MF          | 30 | Mohammed Khalfan    |  |     |
| MF          | 88 | Yahya Nader         |  | 75' |
| FW          | 99 | Jamal Ibrahim       |  |     |
| Vezetőedző: |    |                     |  |     |
| Zoran Mamić |    |                     |  |     |

| A mérkőzés legjobb játékosa: Marcos Llorente (Real Madrid) Asszisztensek: Frank Anderson Corey Rockwell Negyedik játékvezető: Wilton Sampaio Tartalék játékvezető: Zakhele Siwela Videóbíró: Danny Makkelie Videóbíró asszisztensek: Mark Geiger Bruno Boschilia Mauro Vigliano | Szabályok - 90 perc játékidő. - Döntetlen esetén 30 perc hosszabbítás. - Büntetőrúgások, ha ezt követően sem dől el a mérkőzés. - Tizenkét nevezhető cserejátékos. - Maximum három cserelehetőség, hosszabbítás esetén plusz egy engedélyezett csere. |

### Statisztika
| Statisztika        | Real Madrid | Al-Ain |
| ------------------ | ----------- | ------ |
| Gól                | 1           | 0      |
| Összes lövés       | 11          | 2      |
| Kaput találó lövés | 3           | 0      |
| Védés              | 0           | 2      |
| Labdabirtoklás     | 70%         | 30%    |
| Szöglet            | 6           | 2      |
| Szabálytalanság    | 6           | 3      |
| Offsides           | 3           | 1      |
| Sárga lap          | 1           | 0      |
| Piros lap          | 0           | 0      |

| Statisztika        | Real Madrid | Al-Ain |
| ------------------ | ----------- | ------ |
| Gól                | 3           | 1      |
| Összes lövés       | 10          | 6      |
| Kaput találó lövés | 5           | 2      |
| Védés              | 1           | 2      |
| Labdabirtoklás     | 56%         | 44%    |
| Szöglet            | 2           | 2      |
| Szabálytalanság    | 6           | 7      |
| Les                | 1           | 1      |
| Sárga lap          | 0           | 0      |
| Piros lap          | 0           | 0      |

| Statisztika        | Real Madrid | Al-Ain |
| ------------------ | ----------- | ------ |
| Gól                | 4           | 1      |
| Összes lövés       | 21          | 8      |
| Kaput találó lövés | 8           | 2      |
| Védés              | 1           | 4      |
| Labdabirtoklás     | 63%         | 37%    |
| Szöglet            | 8           | 4      |
| Szabálytalanság    | 12          | 10     |
| Les                | 4           | 2      |
| Sárga lap          | 1           | 0      |
| Piros lap          | 0           | 0      |